# Maciej Makuszewski
Maciej Makuszewski (ur. 29 września 1989 w Grajewie) – polski piłkarz występujący na pozycji pomocnika. Były reprezentant Polski.

## Kariera klubowa

### Kariera juniorska
Makuszewski treningi rozpoczął w wieku siedmiu lat w lokalnej Wissie Szczuczyn. Jego pierwszą pozycją boiskową była pozycja środkowego obrońcy, wkrótce został jednak przesunięty do ataku. W wieku dwunastu lat na obozie w Reszlu zainteresował się nim Marek Woziński pracujący dla łódzkiego SMS, co wkrótce zaowocowało przenosinami do Łodzi.
Będąc adeptem łódzkiej Szkoły Mistrzostwa Sportowego uzyskał pierwsze powołanie do juniorskiej kadry Polski – U-15 prowadzonej ówcześnie przez Dariusza Dziekanowskiego. W wieku niespełna osiemnastu lat zadebiutował w seniorskiej drużynie SMS Łódź grającej w trzeciej lidze. W ciągu całego sezonu wystąpił w 27 spotkaniach i strzelił 5 bramek. Dobra postawa młodego zawodnika w pierwszym sezonie w dorosłej piłce dała efekty w postaci ofert z innych klubów, między innymi drużyn występujących w Młodej Ekstraklasie.

### Wigry Suwałki
W czerwcu 2008 podpisał umowę z II-ligowymi Wigrami Suwałki. Młody zawodnik szybko wywalczył sobie miejsce w pierwszej jedenastce Wigier – nie opuścił ani jednego spotkania rozegranego na jesieni. Swoją pierwszą bramkę dla klubu z Suwałk strzelił w spotkaniu derbowym z ŁKS Łomża. W grudniu 2008 został uznany przez kibiców suwalskiego klubu najlepszym zawodnikiem rundy jesiennej. W całym sezonie wystąpił w 32 spotkaniach w tym 30 w pierwszej jedenastce i zdobył pięć bramek. Po zakończeniu sezonu zainteresowanie Makuszewskim wyraziły Polonia Bytom i AC Ajaccio, jednak do transferu ostatecznie nie doszło.
W kolejnym sezonie w barwach Wigier Makuszewski wystąpił w 28 meczach. Sezon zakończył z dorobkiem 6 goli. Dobra postawa pomocnika zaowocowała już podczas przerwy zimowej ofertami z innych klubów m.in. Cracovii. Po sezonie zainteresowanie nim wyraziły również Arka Gdynia, Ruch Chorzów i klub do którego ostatecznie przeszedł – Jagiellonia Białystok.

### Jagiellonia Białystok

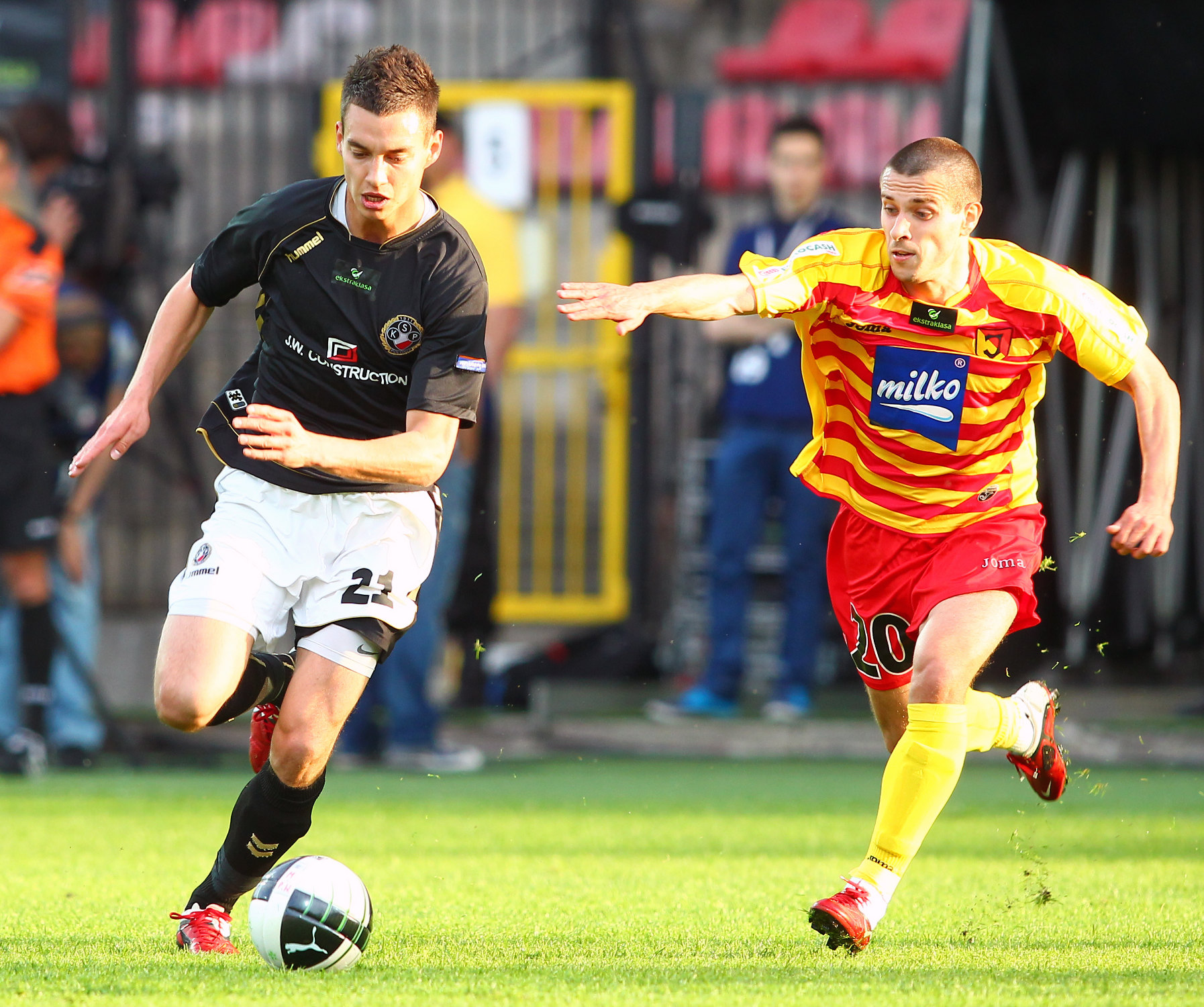
Makuszewski (z prawej) w starciu z Maciejem Sadlokiem (Polonia Warszawa)

W czerwcu 2010 podpisał czteroletni kontrakt z ówczesnym zdobywcą Pucharu Polski Jagiellonią Białystok.
Debiut w nowej drużynie zaliczył 29 lipca w meczu z Arisem Saloniki, który także był jego debiutem w rozgrywkach Ligi Europy (w 81 minucie zmienił Tomasza Frankowskiego). W Ekstraklasie zadebiutował 8 sierpnia w inauguracyjnym meczu ligowym ze Śląskiem Wrocław, który zakończył się bezbramkowym remisem. Pierwsza bramkę w Ekstraklasie zdobył 14 sierpnia 2010 w 76 min meczu z GKS Bełchatów ustalając wynik na 3:1 dla Jagiellonii. Debiut w Pucharze Polski zaliczył w meczu 1/16 finału z Flotą Świnoujście, w którym strzelił zwycięskiego gola w 5 minucie. W 1/8 finału w meczu z Koroną Kielce również dał awans białostocczanom do kolejnej rundy pucharu strzelając bramkę w 19 minucie. Sezon zakończył z dziewiętnastoma występami ligowymi.

### Terek Grozny
6 września 2012 Makuszewski podpisał trzyletni kontrakt z rosyjskim klubem Terek Grozny. W Premier Lidze zadebiutował 22 września 2012 w meczu z Lokomotiwem Moskwa (0:3).

### Lechia Gdańsk
W lutym 2014 na zasadzie półrocznego wypożyczenia z opcją pierwokupu przeszedł z Tereka Grozny do Lechii Gdańsk. Już 15 dnia tego miesiąca zadebiutował w nowych barwach w meczu T-Mobile Ekstraklasy przeciwko Pogoni Szczecin (2:3). Po zakończeniu rundy wiosennej sezonu 2013/14, gdański klub zdecydował się skorzystać z opcji pierwokupu i wykupił zawodnika. Pomocnik związał się z klubem 4-letnim kontraktem obowiązującym do końca czerwca 2018, a 31 lipca 2015 przedłużył swój kontrakt do 2020 roku. W Lechii pełnił funkcję kapitana drużyny.

### Vitória Setúbal
28 stycznia 2016 został wypożyczony na 1,5 roku do Vitórii Setúbal.

### Lech Poznań
Makuszewski zadebiutował w Lechu Poznań w wygranym meczu o Superpuchar Polski z Legią Warszawa (4:1) zdobywając gola w 22. minucie. 24 kwietnia 2019, w meczu ligowym z Legią Warszawa rozegrał swój setny mecz w barwach Kolejorza.

### Jagiellonia Białystok
W lutym 2020 roku po blisko 8 latach wrócił do Białegostoku. Zawodnik podpisał półroczny kontrakt z Jagiellonią, z opcją przedłużenia o kolejny rok. Występował z numerem 9 na koszulce.

### Íþróttafélagið Leiknir
17 lutego 2022 roku podpisał kontrakt z islandzkim klubem Íþróttafélagið Leiknir występującym w Pepsi Max-deild karla, najwyższej klasie rozgrywkowej w Islandii.

## Kariera reprezentacyjna
Makuszewski ma za sobą występy w młodzieżowej reprezentacji Polski do lat 21. Zadebiutował w przegranym meczu z Finlandią.
25 sierpnia 2017 został powołany do seniorskiej kadry na mecze eliminacji do Mistrzostw Świata 2018 z Danią i Kazachstanem. 1 września 2017 wystąpił w przegranym 0:4 meczu z Danią i zadebiutował w reprezentacji. 4 września 2017 r. wystąpił w meczu z Kazachstanem, który zakończył się wygraną Polski 3:0. W tym samym meczu zaliczył asystę przy golu Arkadiusza Milika.
(aktualne na dzień 13 listopada 2017)
| 1. | 01.09.2017 | Kopenhaga, Dania | Dania      | 0:4 |  | el. MŚ 2018 |
| 2. | 04.09.2017 | Warszawa, Polska | Kazachstan | 3:0 |  | el. MŚ 2018 |
| 3. | 08.10.2017 | Warszawa, Polska | Czarnogóra | 4:2 |  | el. MŚ 2018 |
| 4. | 10.11.2017 | Warszawa, Polska | Urugwaj    | 0:0 |  | towarzyski  |
| 5. | 13.11.2017 | Gdańsk, Polska   | Meksyk     | 0:1 |  | towarzyski  |

## Sukcesy

### Lech Poznań
- Superpuchar Polski: 2016

## Życie prywatne
Syn Andrzeja Makuszewskiego, który również był piłkarzem. Od 18 czerwca 2016 r. żonaty z Oliwią. 29 stycznia 2018 r. w Poznaniu urodził mu się syn Leonard.
Jego rodzinnym miastem jest Szczuczyn.